# Орден Звезды Ганы
Орден Звезды Ганы — одна из высших государственных наград Ганы.

## История
Орден Звезды Ганы был учреждён 1 июля 1960 года.
Орден вручается гражданам страны за очевидные заслуги перед нацией.
Президент Ганы по должности становится кавалером особого класса ордена Звезды Ганы — орденской цепи.

## Степени
Орден имеет три класса:
- Компаньон (CSG) — золотой знак ордена на чрезплечной ленте, звезда на левой стороне груди
- Офицер (OSG) — серебряный знак ордена на шейной ленте
- Член (MSG) — серебряный знак ордена на шейной ленте

## Описание
Знак ордена представляет собой семиконечную звезду с прямыми широкими лучами, на которые наложены по четыре прямых двугранных лучика, расположенных параллельно друг другу. В центре круглый медальон с выпуклым изображением орла, стилистически вписанным в круг. На груди орла пятиконечная звезда.
Реверс знака матированный и несёт на себе государственный герб, вокруг которого надпись в зависимости от класса: «MEMBER (COMPANION, OFFICER) OF THE ORDER OF THE STAR OF GHANA».
Знак при помощи кольца крепится к орденской ленте.
 Лента ордена цветов государственного флага.